# 丘广钟
丘广钟（1948年11月—），男，福建长汀人，中华人民共和国政治人物。

## 生平
1969年1月高中毕业后，到长汀县童坊公社上山下乡。1972年11月，进福建农学院农学专业学习。1975年8月毕业，留校工作，先后任教务处干部、院办公室副科级秘书。1983年6月调福建省委办公厅工作，先后任省委办公厅秘书、副处级秘书、正处级秘书。1986年6月调任连江县委副书记，主持县委全面工作，1987年6月任中共连江县委书记，兼县人大常委会主任。1989年7月到泉州工作，先后任中共泉州市委常委、秘书长，市委副书记。1994年8月后，任泉州市委书记。1997年9月，出席中共十五大。1998年1月8日，任命为福建省人民政府副省长。2001年11月离职。